# Ichneumon heterodon
Ichneumon heterodon là một loài tò vò trong họ Ichneumonidae.